# Hans-Jakob Tiessen

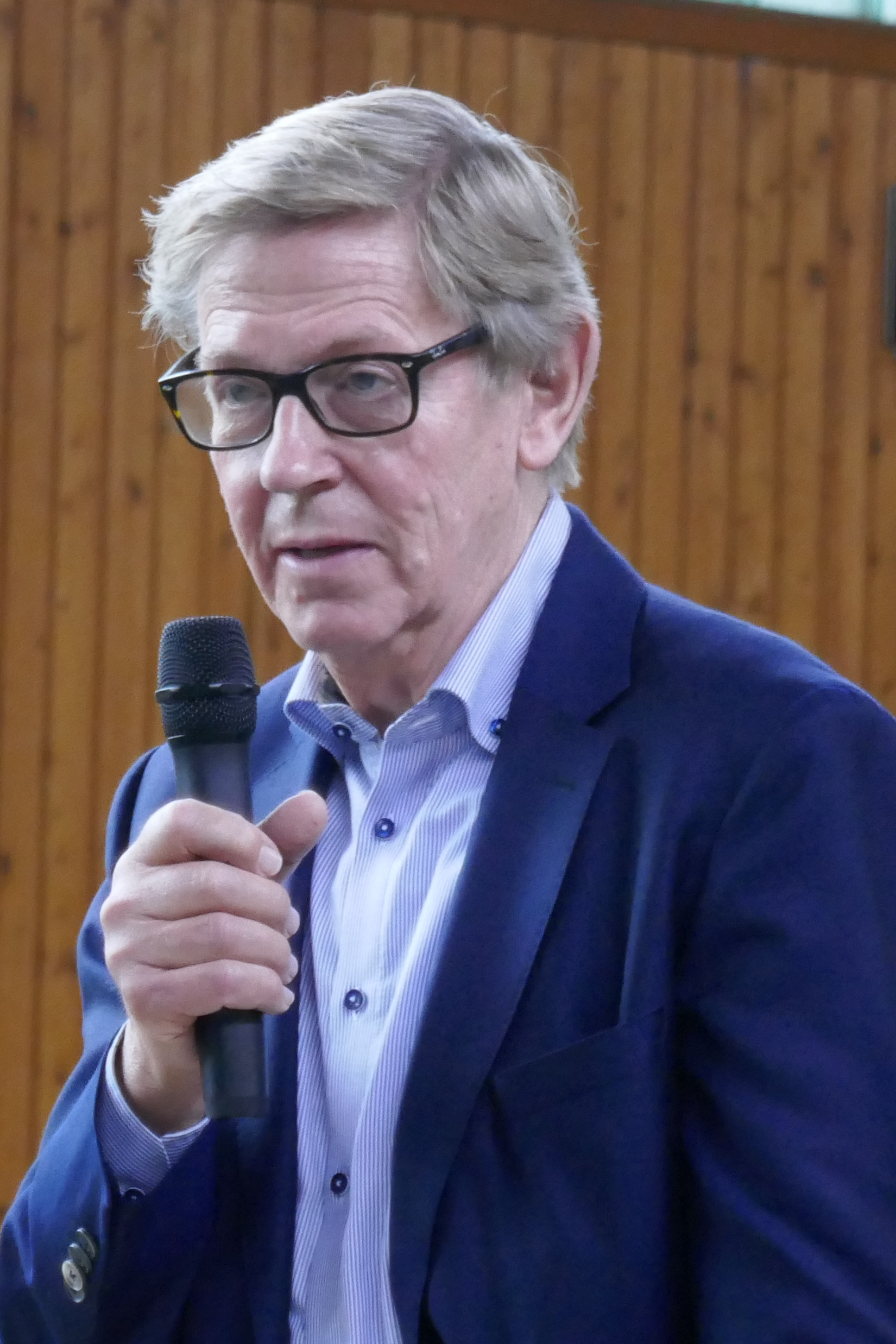
Hans-Jakob Tiessen

Hans-Jakob Tiessen (* 1948 in Nordhastedt/Kreis Dithmarschen) ist ein deutscher Jurist, Landrat und Energiemanager. Von 2013 bis 2024 war er Präsident des Landessportverbandes Schleswig-Holstein.

## Ausbildung
Nach Abitur und Wehrdienst trat Tiessen 1969 eine dreijährige Ausbildung beim Auswärtigen Amt an, welche ihn u. a. ein Jahr in das deutsche Generalkonsulat nach Genua und anschließend in die Hauptdienststelle nach Bonn führte. Von 1972 bis 1977 studierte er Rechtswissenschaft an der Universität Hamburg und an der Christian-Albrechts-Universität zu Kiel. Nach dem Ersten juristischen Staatsexamen folgte das Rechtsreferendariat und 1979 das Große juristische Staatsexamen.

## Staatsdienst
Seine erste Verwendung fand der Jurist als Referent im Bundeskanzleramt unter Kanzler Helmut Schmidt. Als am 9. Februar 1981 der bisherige Regierungssprecher und Leiter der Bundespresseamtes Klaus Bölling sein neues Amt als Leiter der Ständigen Vertretung der Bundesrepublik Deutschland in Ost-Berlin antrat, nahm er Tiessen als persönlichen Referenten mit. Diese Stellung behielt er auch von 1982 bis 1986 unter Böllings Nachfolger Hans Otto Bräutigam. 1986 wählte der Kreistag seines Heimatkreises Dithmarschen den parteilosen Tiessen zum Landrat. In seine Amtszeit fiel 1993 die Eröffnung der Fachhochschule Westküste in Heide, an deren Entstehen er maßgeblich mitgewirkt hatte.

## Energiemanager
1996 wechselte er in die Energiewirtschaft und wurde kaufmännischer Vorstand der Schleswig-Holsteinischen Stromversorgungs AG (Schleswag) in Rendsburg, die damals schon mehrheitlich zur PreussenElektra gehörte. Im Dezember 2000 wurde er zum Vorstandsvorsitzenden des Unternehmens gewählt. Doch schon zum 1. November 2002 wechselte er zur HEIN GAS Hamburger Gaswerke GmbH und wurde dort Vorsitzender der Geschäftsführung. In dieser Position war er maßgeblich an der Fusion der Schleswig-Holsteinischen Stromversorgungs AG, der HEIN GAS Hamburger Gaswerke GmbH und der mecklenburgischen HGW HanseGas GmbH beteiligt. Die so entstandene E.ON Hanse AG leitete er ab dem 1. September 2003 als Vorstandsvorsitzender bis zum 31. Dezember 2012.
Nach 17 Jahren in der Energiewirtschaft schied er aus Altersgründen aus, trat aber zum 1. Januar 2013 das Amt des Aufsichtsratsvorsitzenden der Tochterfirma Schleswig-Holstein Netz AG an. Dieses wiederum bekleidete er nur bis zum 30. Mai 2014. Seinen Rücktritt erklärte er mit der Notwendigkeit, sich stärker auf seine ehrenamtliche Arbeit zu konzentrieren.

## Ehrenamt
Am 22. Juni 2013 wurde Tiessen zum Präsidenten des Landessportverbandes Schleswig-Holstein gewählt und trat dort die Nachfolge von Ekkehard Wienholtz an. Diese Tätigkeit beendete er aus familiären Gründen vorzeitig zum 30. Oktober 2024. Bis zur offiziellen Neubesetzung beim Landessportverbandstag im Juni 2025 wird die Vorsitzende des Ausschusses Breitensport und Vorstandsmitglied Barbara Ostmeier aus Hetlingen (Kreis Pinneberg) dessen Aufgaben kommissarisch übernehmen.